# Robbert de Vos
Robbert de Vos (Spijkenisse, 26 mei 1996) is een Nederlands voetballer.
De Vos speelde in de jeugd bij Feyenoord en FC Groningen. Hij maakte op 27 september 2018 namens FC Emmen zijn debuut in het betaalde voetbal. In een bekerduel tegen OFC kwam hij in de 77e minuut in het veld als vervanger van Henk Bos.

## Clubstatistieken
| Seizoen | Club     | Competitie | Competitie | Competitie | Beker | Beker | Nacompetitie | Nacompetitie | Totaal | Totaal |
| Seizoen | Club     | Competitie | Wed.       | Dlp.       | Wed.  | Dlp.  | Wed.         | Dlp.         | Wed.   | Dlp.   |
| ------- | -------- | ---------- | ---------- | ---------- | ----- | ----- | ------------ | ------------ | ------ | ------ |
| 2018/19 | FC Emmen | Eredivisie | 3          | 0          | 1     | 0     | 0            | 0            | 4      | 0      |
| 2019/20 | FC Emmen | Eredivisie | 7          | 1          | 0     | 0     | 0            | 0            | 7      | 1      |
| 2020/21 | FC Emmen | Eredivisie | 13         | 1          | 1     | 0     | 0            | 0            | 14     | 1      |
| Totaal  | Totaal   | Totaal     | 23         | 2          | 2     | 0     | 0            | 0            | 25     | 2      |